# Hillel Oppenheimer

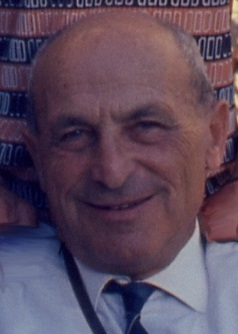
Hillel Oppenheimer (ohne Jahr, ohne Fotograf)

Hillel Oppenheimer, hebräisch הלל אופנהיימר (geboren als Heinz Reinhard Oppenheimer, 4. April 1899 in Berlin; gestorben 15. Juni 1971 in Rechovot, Israel), war ein deutsch-israelischer Botaniker.
Sein botanisches Autorenkürzel lautet „Oppenh.“.

## Leben
Heinz Reinhard Oppenheimer war eines von mehreren Kindern des Soziologen Franz Oppenheimer (1864–1943) und der Sängerin Martha Amalia Oppenheim (1868–1949), sein Bruder Ludwig Yehuda Oppenheimer (1897–1979) wurde Agrarökonom in Israel.
Oppenheimer studierte Biologie in Berlin, Frankfurt am Main und Freiburg im Breisgau und wurde in Wien promoviert. Als Zionist wanderte er 1925 nach Palästina aus. Er leitete zunächst eine Baumschule in den Sümpfen von Sichron Jacob. Ab 1931 lehrte er als erster das Fach Pflanzenphysiologie an der Hebräischen Universität Jerusalem, an der die Fakultäten für Naturwissenschaften und für Agrarwissenschaften erst noch aufgebaut werden mussten. Von 1933 bis 1941 leitete er die Abteilung für Physiologie und Genetik am Landwirtschaftlichen Forschungszentrum in Rechovot. Von 1941 bis 1953 leitete er die Abteilung für landwirtschaftliche Botanik und Citrusgewächse in Jerusalem. 1949 wurde er zum Professor ernannt und war im akademischen Jahr 1953 Dekan der Agrarwissenschaftlichen Fakultät der Hebräischen Universität. Oppenheimer gründete das Palestine Journal of Botany (hebräisch).
Im Jahr 1959 wurde Oppenheimer mit dem Israel-Preis in der Sparte Landwirtschaft ausgezeichnet.

## Schriften (Auswahl)
- Zur Kenntnis der hochsommerlichen Wasserbilanz mediterraner Gehölze, in: Berichte der Deutschen Botanischen Gesellschaft, 1932, S. 185–245
- Mechanisms of drought resistance in conifers of the Mediterranean Zone and the arid West of the U.S.A. : part 1, physiological and anatomical investigations. Rehovot : Hebrew University of Jerusalem, 1967 OCLC 2762237